# Desa Wilangan (administrativ by i Indonesien, lat -7,57, long 111,81)
Desa Wilangan är en administrativ by i Indonesien.   Den ligger i provinsen Jawa Timur, i den västra delen av landet, 600 km öster om huvudstaden Jakarta.